# Onychiuroidea
Super-famille
Les Onychiuroidea sont une super-famille de collemboles.

## Liste des familles
Selon Checklist of the Collembola of the World :
- Onychiuridae Lubbock, 1867
- Tullbergiidae Bagnall, 1935

## Référence
- Lubbock, 1867 : Notes on the Thysanura Part III. Transactions of the Linnean Society of London, vol. 26, n. 1, p. 295–304.